# San Miguel Totocuitlapilco
San Miguel Totocuitlapilco (signifiant en nahuatl "dans la queue de l'oiseau") est un village situé dans la municipalité de Metepec, Mexico. Il possède 377 habitants et est situé à 2600 d'altitude.
Ce village est proche de Toluca, de État de Mexico, au Mexique.